# Байков Віталій Анварович
Віталій Анварович Байков (башк. Байков Виталий Әнүәр улы; нар.. 24 лютого 1955, Серафимовка, Туймазинський район, Башкирська АРСР, РРФСР, СРСР) — вчений-математик, педагог вищої школи. Доктор фізико-математичних наук (1991), професор (1992), заслужений діяч науки Республіки Башкортостан (1997), лауреат премії комсомолу Республіки Башкортостан.

## Біографія
Народився 24 лютого 1955 року в селищі Серафимовка Туймазинського району Башкирської АРСР (нині Республіка Башкортостан).
У 1977 році закінчив Башкирський державний університет. Працював в Уфимському авіаційному інституті (нині Уфимський державний авіаційний технічний університет). З 1982 року обіймав різні посади — інженер, аспірант, асистент, старший науковий співробітник, професор, з 1998 року — завідувач кафедри математики. Одночасно з 2005 року працював заступником генерального директора «РН—УфаНІПІнафта» (нині «РН-БашНІПІнафта»).

## Наукові роботи
Є автором понад 150 наукових праць і членом редакції журналу «Вісник Уфимського державного авіаційного технічного університету»
Наукові дослідження пов'язані з теорією поля, груповим аналізом хвильових процесів і диференціальних рівнянь у нелінійній механіці.
| - Байков В. А., Жданов Р. М., Муллагалиев Т. И., Усманов Т. С. Выбор оптимальной системы разработки для месторождений с низкопроницаемыми коллекторами. — 2011. - Байков В. А., Давлетбаев А. Я., Асмандияров Р. Н., Усманов Т. С., Степанова З. Ю. Специальные гидродинамические исследования для мониторинга за развитием трещин ГРП в нагнетательных скважинах. — 2011. - Байков В. А., Бадыков И. Х., Галеев Р. Р., Муллагалиев Т. И., Мухамадеев Д. С., Яковлев А. А. Новые и значимые эффекты фильтрационного течения в пористых средах. — Уфа, 2011. - Байков В. А., Борщук О. С., Гимазов А. А., Колонских А. В., Макаров А. К., Политов М. Е., Сергеев Е. И., Телин А. Г. Экспериментальное исследование и математическое моделирование фильтрационных потоков в низкопроницаемых коллекторах: линейный и нелинейный закон фильтрации. — Уфа, 2011. - Байков В. А., Бочков А. С., Мухамадеев Д. С., Яковлев А.А. Алгоритмы и методики геологического моделирования высокорасчлененных коллекторов. — Уфа, 2011. - Байков В. А., Гарипов Т. Т., Желтова И. С., Лукин С. В., Яковлев А. А. Роль пластового давления, температуры и внешних напряжений при гидравлическом разрыве пласта. — Уфа, 2011. - Байков В. А., Бочков А. С., Яковлев А. А. Учёт неоднородности при геолого-гидродинамическом моделировании Приобского месторождения. — 2011. - Байков В. А., Афанасьев И. С., Байков В. А., Вафин И. И., Гусманов А. А., Усманов Т. С., Мальцев В. В. Планирование системы разработки низкопроницаемых коллекторов с учётом преимущественного направления развития трещин ГРП и автоГРП на примере пласта БС4-5 Приразломного месторождения. — 2011. - Байков В. А., Борщук О.С, Волков В. Г., Колонских А. В. Особенности разработки низкопроницаемых коллекторов Приобского месторождения с учётом нелинейной фильтрации. — 2011. - Байков В. А., Гимазов А. А., Колонских А. В., Макатров А. К., Политов М. Е. Лабораторные исследования нелинейной фильтрации низкопроницаемых коллекторов Приобского месторождения. — 2011. - Байков В. А., Мальцев В. В., Асмандияров Р. Н., Сергейчев А. В., Пустовских А..А., Зулькарниев Р. З. Примеры НК «Роснефть» по успешному управлению заводнением многопластовой залежи Приобского месторождения с помощью оборудования ОРЗ Society of Petroleum Engineers (SPE). — Тюмень, 2011. - Байков В. А., Асмандияров Р. Н., Сергейчев А. В., Рабцевич С. А., Шкитин А. А., Муллагалиев Б. И. Особенности моделирования заводнения при разработке месторождения с массивным применением ГРП на примере ключевых месторождений ООО «РН-Юганскнефтегаз». — Уфа, 2012. - Байков В. А., Давлетбаев А. Я., Усманов Т. С., Нуриев Р. И., Асмандияров Р. Н. Промысловые исследования по изучению развития техногенных трещин в нагнетательных скважинах. — Уфа, 2012. - Байков В. А., Усманов Т. С., Муллагалиев Т. И., Зулькарниев Р. З. Оптимизация систем разработки с ГРП в условиях низкопроницаемых коллекторов Приобского и Приразломного месторождений. — Уфа, 2012. - Байков В. А., Мальцев В. В., Асмандияров Р. Н. Усманов Т. С., Давлетбаев А. Я. Исследование развития трещин автоГРП на опытном участке Приобского месторождения с линейной системой разработки. — 2012. - Байков В. А., Жибер А. В., Муртазина Р. Д. Основы теории вейвлетов (курс лекций). — Уфа, 2012. - Байков В. А., Вафин И. И., Гусманов А. А., Усманов Т. С. Результаты опытных работ по реализации рядной лобовой системы разработки с учётом преимущественного направления развития трещин ГРП и автоГРП на примере пласта БС4-5 Приразломного месторождения. — 2012. - Байков В. А., Усманов Т. С., Зулькарниев Р. З., Фахретдинов И. В. Регулирование закачки на нагнетательном фонде многопластовой залежи Приобского месторождения с помощью оборудования ОР. — 2012. - Байков В. А., Газизов Р. К., Латыпов А. Р., Яковлев А. А. Проблемы разработки: от кило- до нанометров. — 2011. - Байков В. А., Макатров А. К., Политов М. Е., Телин А. Г. Отклонения от закона Дарси при фильтрации в низкопроницаемых пористых средах. — 2011. - Байков В. А., Бадыков И. Х., Борщук О. С., Сайфуллин И. Ф., Хаит М. Л., Литвиненко М. А., Тимонов А. В. Цифровая экспериментальная лаборатория фильтрации. — 2012. |